# Rien (voornaam)
Rien is een jongens- en meisjesnaam en komt van Marinus, hetgeen "Man van de zee" betekent. Van de naam Marinus wordt ook gezegd dat het afgeleid is van het Latijnse mas. Het zou dan "De mannelijke" betekenen. Rien is soms ook afgeleid van 'Hendrinus'.
Andere namen die afstammen van Marinus zijn bijvoorbeeld Rineke, Rinie, Rinus. Andere namen die afstammen van Hendrinus zijn onder andere Dorien en Rina.

## Bekende personen met de naam Rien
- Rien Poortvliet, een Nederlandse kunstschilder en illustrator